# برانقار
برانقار هي قرية في مقاطعة ميانة، إيران. عدد سكان هذه القرية هو 235 في سنة 2006.